# Onthophagus wangi
Onthophagus wangi é uma espécie de inseto do género Onthophagus, família Scarabaeidae, ordem Coleoptera.
Foi descrita cientificamente por Masumoto, Chen & Ochi em 2004.